# Meine Nächte sind schöner als deine Tage
Meine Nächte sind schöner als deine Tage (Originaltitel: Mes nuits sont plus belles que vos jours) ist ein französisches Filmdrama aus dem Jahr 1989. Andrzej Żuławski führte Regie und verfasste das Drehbuch. Der Film basiert auf dem gleichnamigen Roman von Raphaële Billetdoux.

## Handlung
Lucas ist ein begabter und erfolgreicher Informatiker. Er entwickelt eine neue Programmiersprache. Zur gleichen Zeit erfährt er, dass sein Gehirn mit einem Virus infiziert ist. Er ist todkrank und verliert zunehmend sein Gedächtnis und sein Sprachvermögen. 
Lucas lernt die attraktive Hellseherin Blanche kennen, verliebt sich in sie und folgt ihr nach Biarritz, wo sie umjubelte Auftritte absolviert. Zu diesem Zeitpunkt hat er nur noch wenige Stunden zu leben. Er wohnt in der Luxussuite eines Hotels, wo ihn Blanche besucht. Zuerst nächtigen sie im selben Bett, später werden sie zu einem Liebespaar. Blanche empfindet beim Frühstück eine Bemerkung von Lucas als schlechten Witz. Später wird ihr klar, dass sich auf diese Weise die Krankheit bemerkbar macht.
Sie erkennt das nahe Ende seines Lebens und fällt in tiefe Traurigkeit, während Lucas immer mehr dem Exzentrismus verfällt. Rauschhaft stürzt sich das Paar zum Schluss küssend ins Meer.

## Hintergrund
Der Film wurde in Paris und in Biarritz gedreht.

## Kritiken
Cinema beschreibt den Film knapp: „Bizarr“.
Das Lexikon des internationalen Films schrieb, der Film sei ein „schick gestyltes, mit literarischen und pseudoanalytischen Zutaten angereichertes Melodram, das sich auf die Darstellung emotionaler Exzesse“ konzentriere. Er sei „eine kunstgewerbliche Banalität mit hochgestochenen Dialogen, expressiver Bildsprache und exaltierten Hauptdarstellern“. Die Zeitschrift TVdirekt schrieb, der Film biete „Kunstkino, das sich auf Gefühle versteht“.
Kino.de meint, „Andrzej Zulawski […] versucht das intellektuelle Niveau durch ein wenig kunstgewerbliche Lebensphilosophie zu erhöhen.“

## Synchronisation
| Rolle   | Darsteller          | Synchronsprecher   |
| ------- | ------------------- | ------------------ |
| Blanche | Sophie Marceau      | Judith Brandt      |
| Lucas   | Jacques Dutronc     | Christian Brückner |
| Michel  | Jean-Pierre Hebrard | Martin Keßler      |
| Barnabé | Michael Goldman     | Frank-Otto Schenk  |